# Fayette (Mississippi)
Fayette település az Amerikai Egyesült Államok Mississippi államában, Jefferson megyében, melynek megyeszékhelye is. Lakosainak száma 1445 fő (2020. április 1.).

## Népesség
A település népességének változása:

| 2010 | 1 614 |
| 2020 | 1 445 |